# 우리가 사랑하는 죄인
우리가 사랑하는 죄인은 KBS 2TV에서 1990년 8월 22일부터 1990년 9월 27일까지 매주 수,목 밤 21시 50분에 방영되었던 드라마이다.

## 제작진
- 원작 : 이동진
- 극본 : 윤혁민
- 연출 : 윤흥식

## 출연진
- 김영애 : 이정애
- 박상규 : 김재수,박명원
- 이주경 : 루시아
- 박혜란 :실비아
- 한진희 :차대홍, 마이크 찬
- 이호재 : 허태성
- 한은진 : 송복순(박창룡의 어머니)
- 김을동 : 천소희(김재수의 양어머니)
- 양희경 : 청년 천소희
- 박현숙: 김혜선(김재수의 이복동생)
- 백준기 : 서기준
- 서영진
- 서상익 : 박창룡(김재수의 친아버지)
- 이종만 : 신천지
- 김하림 : 최 사장
- 황범식
- 유태술
- 김봉근 : 조 신부
- 김시원 : 말코
- 신종섭
- 조재훈
- 양형호
- 유순철
- 신용규: 폴(차대홍과 이정애의 아들)
- 이용진
- 오진수
- 김종구
- 서주희
- 윤관용
- 최용팔
- 권혁호
- 김미경
- 어수경
- 김부영
- 이궁희
- 최현지
- 강태훈

| 한국방송공사 수목 미니시리즈               | 한국방송공사 수목 미니시리즈                             | 한국방송공사 수목 미니시리즈                                   |
| 이전 작품                                  | 작품명                                                   | 다음 작품                                                      |
| ------------------------------------------ | -------------------------------------------------------- | -------------------------------------------------------------- |
| 지구인 (1990년 6월 27일 ~ 1990년 8월 16일) | 우리가 사랑하는 죄인 (1990년 8월 22일 ~ 1990년 9월 27일) | 그대 아직도 꿈꾸고 있는가 (1990년 10월 3일 ~ 1990년 10월 25일) |